# Bilateraal (anatomie)
Bilateraal of tweezijdig is een term uit de anatomie.
Het dient ter aanduiding van twee lichaamsonderdelen die zich ten opzichte van een gezamenlijk referentievlak (bijvoorbeeld de lichaamsmediaan) aan beide zijden hiervan bevinden.
In de praktijk wordt de term meestal gebruikt ter aanduiding van aandoeningen. Een voorbeeld: bilaterale tennisellebogen. Dit betreft een ontsteking van zowel de linker- als de rechterelleboog.
Gerelateerde termen zijn ipsilateraal en contralateraal.